# 濕靜能
濕靜能是一個描述氣塊狀態的熱力學參數，與相當位溫類似， 其定義包含了氣塊的焓(氣塊的內能和維持其體積的能量)、因高度而產生的位能和氣塊中的水氣潛熱。濕靜能在絕熱條件下上升和下降時具有保守的特性，因此適合做為研究大氣的參數。
濕靜能可以被簡寫成 S，並以下列式子表示：
{\displaystyle S=C_{p}\cdot T+g\cdot z+L_{v}\cdot q}
其中 Cp 為等壓比熱，T為絕對溫標下的溫度，g為重力常數，z為距地表高度，Lv為水氣潛熱，q為水氣比濕。 須注意雖然有些文章或書籍會用混和比 r 來充當濕靜能中的比濕項(因為比濕和混和比在數值上很接近，可能只差幾個百分點)，但這只是一個近似的方式，並非其嚴格的定義。
Herbert Riehl 和 Joanne Malkus 經由對濕靜能垂直分布的研究之後，在西元1958年提出了一個論點：他們認為寬約 5（3.1英里），從大氣邊界層發展到對流層頂的柱狀對流 (又稱熱塔)是熱帶往中緯度地區傳輸能量的主要機制。 最近的熱帶地區理想模式模擬則指出，濕靜能的分布主要由平流項所控制，並伴隨近地面2（6,600英尺）高以內的內流場和距地面10（33,000英尺）高左右的外流場。 濕靜能也可以被用來研究馬登－朱利安振盪 (MJO)，若把熱帶大氣視為一個整體，則MJO當中的濕靜能也是被平流項所主導，同時也被風場帶動的邊界層潛熱通量影響，這兩項的交互作用將會影響MJO的週期變化。

## 更多相關
- 熱塔
- 潛熱
- 西半球暖池